# Leptocentrus luteus
Leptocentrus luteus är en insektsart som beskrevs av Ananthasubramanian 1980. Leptocentrus luteus ingår i släktet Leptocentrus och familjen hornstritar. Inga underarter finns listade i Catalogue of Life.